# العلاقات الإكوادورية الإندونيسية
العلاقات الإكوادورية الإندونيسية هي العلاقات الثنائية التي تجمع بين الإكوادور وإندونيسيا.

## مقارنة بين البلدين
هذه مقارنة عامة ومرجعية للدولتين:
| وجه المقارنة                                              | الإكوادور                      | إندونيسيا         |
| --------------------------------------------------------- | ------------------------------ | ----------------- |
| المساحة (كم2)                                             | 283.56 ألف                     | 1.90 مليون        |
| عدد السكان (نسمة)                                         | 16.62 مليون                    | 263.99 مليون      |
| الكثافة السكانية (ن./كم²)                                 | 58.61                          | 138.94            |
| العاصمة                                                   | كيتو                           | جاكرتا            |
| اللغة الرسمية                                             | اللغة الإسبانية، كيشوا ‏، شوار ‏ | اللغة الإندونيسية |
| العملة                                                    | دولار أمريكي، سوكري إكوادوري   | روبية إندونيسية   |
| الناتج المحلي الإجمالي (بليون دولار)                      | 103.06 مليار                   | 1.02 تريليون      |
| الناتج المحلي الإجمالي (تعادل القوة الشرائية) بليون دولار | 185.24 مليار                   | 2.85 تريليون      |
| الناتج المحلي الإجمالي الاسمي للفرد دولار أمريكي          | 6.21 ألف                       | 3.35 ألف          |
| الناتج المحلي الإجمالي للفرد دولار أمريكي                 | 11.37 ألف                      | 10.52 ألف         |
| مؤشر التنمية البشرية                                      | 0.746                          | 0.684             |
| رمز المكالمات الدولي                                      | +593                           | +62               |
| رمز الإنترنت                                              | .ec                            | .id               |
| المنطقة الزمنية                                           | 00                             |                   |

## منظمات دولية مشتركة
يشترك البلدان في عضوية مجموعة من المنظمات الدولية، منها:
| علم المنظمة | اسم المنظمة                                                | تاريخ انضمام الإكوادور | تاريخ انضمام إندونيسيا |
| ----------- | ---------------------------------------------------------- | ---------------------- | ---------------------- |
|             | مؤسسة التنمية الدولية                                      | 7 نوفمبر 1961          | 20 أغسطس 1968          |
|             | يونسكو                                                     | 22 يناير 1947          | 27 مايو 1950           |
|             | وكالة ضمان الاستثمار متعدد الأطراف                         | 12 أبريل 1988          | 12 أبريل 1988          |
|             | الأمم المتحدة                                              | 21 ديسمبر 1945         | 28 سبتمبر 1950         |
|             | العملية المشتركة للاتحاد الأفريقي والأمم المتحدة في دارفور | ?                      | ?                      |
|             | الفريق المعني برصد الأرض                                   | ?                      | ?                      |
|             | الاتحاد البريدي العالمي                                    | ?                      | ?                      |
|             | البنك الدولي للإنشاء والتعمير                              | 28 ديسمبر 1945         | 13 أبريل 1967          |
|             | المنظمة الهيدروغرافية الدولية                              | ?                      | ?                      |
|             | الاتحاد الدولي للاتصالات                                   | 17 أبريل 1920          | 1949                   |
|             | منظمة حظر الأسلحة الكيميائية                               | ?                      | ?                      |
|             | مؤسسة التمويل الدولية                                      | 20 يوليو 1956          | 23 أبريل 1968          |
|             | منظمة التجارة العالمية                                     | ?                      | ?                      |
|             | منظمة الشرطة الجنائية الدولية                              | ?                      | 5 أكتوبر 1954          |

## وصلات خارجية
- موقع وزارة الخارجية الإكوادورية
- موقع وزارة الخارجية الإندونيسية